# Instituto de Pesca

## História
Em seu local de instalação, por volta de 1734, existia o Forte Augusto, que, junto com a Fortaleza da Barra Grande, do outro lado do canal, na Ilha de Santo Amaro, impediam a passagem de embarcações hostis pelo canal de acesso à antiga Vila de Santos. O Forte acabou em ruínas e o local, por sua posição privilegiada, foi apontado para a construção, em 1908, da Escola de Aprendizes-Marinheiros do Estado de São Paulo, pertencente ao governo federal. Inaugurada em maio de 1909, a Escola funcionou até 1931. Em janeiro de 1932, a Escola de Pesca foi reestruturada, passando a se denominar “Instituto de Pesca Marítima” e, em dezembro de 1935, novo decreto especificou as atribuições da Seção de Caça e Pesca e do Instituto de Pesca Marítima, ambos subordinados ao Departamento da Indústria Animal. Teve como um de seus diretores mais famosos o médico-veterinário Geraldo José Rodrigues Alckmin (pai do ex-governador Geraldo Alckmin).

### Descrição Institucional
Gerar, adaptar, difundir e transferir conhecimentos científicos e tecnológicos para os agronegócios na área da pesca e da aquicultura, visando ao uso racional dos recursos aquáticos vivos e à melhoria da qualidade de vida. Destaca-se como órgão de referência no desenvolvimento de pesquisas básicas e aplicadas em pesca e aquicultura, consolidando e disponibilizando conhecimentos sobre tecnologia, estoques pesqueiros e produção para atendimento a demandas do setor, destacandose também na discussão e definição de políticas para o setor pesqueiro e para a ciência e tecnologia.